# 죽전휴게소
죽전휴게소(竹田休偈所, Jukjeon Service Area)는 경기도 용인시 수지구 죽전동에 위치한 경부고속도로의 고속도로 휴게소이다. 서울 방향에만 위치한 마지막 고속도로 휴게소이다.

## 시설
- 정유소 : EX-OIL
- 화장실
- 현금 자동 입출금기
- 주차장
- 농심가락우동
- 매점
- 세차장

## 다음 휴게소
상행선
- 수도권제1순환고속도로 일산방향 의왕청계휴게소 16km
- 수도권제1순환고속도로 퇴계원방향 구리휴게소 40km
- 중부고속도로 청주방향 하남드림휴게소 28km
- 서울양양고속도로 양양방향 가평휴게소 72km
- 세종포천고속도로 포천방향 별내휴게소 47km

## 전후 구간
- 신갈 분기점 → 죽전휴게소 → 서울 요금소
- 안성휴게소 → 죽전휴게소 → 고속도로 종점